# Cleora flavipars
Cleora flavipars är en fjärilsart som beskrevs av W. Warren 1907. Cleora flavipars ingår i släktet Cleora och familjen mätare. Inga underarter finns listade i Catalogue of Life.